# Орбітальний резонанс

1:2:4 резонанс між супутниками Юпітера — Ганімедом, Європою та Іо

Орбітальний резонанс у небесній механіці — це ситуація, при якій два (або більше) небесних тіл мають періоди обертання, які відносяться як невеликі натуральні числа. Фізичне підґрунтя орбітального резонансу подібне до концепції штовхання дитини на гойдалці, де орбіта і гойдалка обидві мають власну частоту, а інше тіло, що штовхає діє періодично так, щоб отримати сумарний вплив на рух. Орбітальний резонанс значно збільшує гравітаційну взаємодію тіл, наприклад, їх здатність змінювати чи стабілізувати орбіти одне одного.
В деяких випадках резонансні явища викликають нестійкість деяких орбіт. Так, люки Кірквуда в поясі астероїдів пояснюються резонансами з Юпітером; поділ Кассіні в кільцях Сатурна пояснюються резонансом із супутником Сатурна Мімасом.

## Приклади
- Плутон та деякі інші об'єкти поясу Койпера (так звані плутино) перебувають в орбітальному резонансі 2:3 з Нептуном — два обороти Плутона навколо Сонця відповідають за часом трьом оборотам Нептуна.
- Сатурн і Юпітер перебувають майже в точному резонансі 2:5;
- Троянські астероїди перебувають в резонансі 1:1 з Юпітером;
- Супутники Юпітера Ганімед, Європа та Іо перебувають в резонансі 1:2:4 («резонанс Лапласа»);
- Супутники Плутона перебувають в резонансі 2:3:12;
- Комета Енке перебуває в орбітальному резонансі 5:1 з Юпітером.

## Спін-орбітальний резонанс

За один орбітальний період, Меркурій робить 1.5 оборота, тобто, за два обороти навколо Сонця, та сама точка освітлюється знову.

Близьким явищем є спін-орбітальний резонанс, коли синхронізується орбітальний рух небесного тіла і його обертання навколо своєї осі:
- Меркурій обертається навколо Сонця в спін-орбітальному резонансі 3:2, тобто за два меркуріанських роки планета здійснює три обороти навколо своєї осі.
- Місяць при обертанні навколо Землі звернений завжди однією стороною — спін-орбітальний резонанс 1:1.
- Всі Галілеєві супутники також повернуті до Юпітера однією стороною.